# Frank White
Frank White (1927 - 1994 ) fue un botánico fitogeógrafo e ingeniero forestal inglés, curador del Herbario forestal de la Universidad de Oxford de 1964 a 1992.
F. White fue un especialista de pluvisilvas tropicales africanas, donde se dedicó a realizar estudios bajo múltiples ángulos : sistemática, fitogeografía, corología, vegetación.
Frank White fallece en Oxford el 12 de septiembre de 1994 .

## Principales publicaciones
- frank White†, françoise dowsett-Lemaire, jim d. Chapman, rosemary Wise. 2001. Evergreen Forest Flora of Malawi. Ed. ilustr. de Royal Botanic Gardens, 697 pp. ISBN 1900347970, ISBN 9781900347976

- h.c.f. Hopkins, c.r. Huxley, c.m. Pannell, g.t. Prance, †f. White. 1998. The Biological Monograph. 236 pp. Royal Botanic Gardens, Kew

- f. White. 1986. Mémoire accompagnant la carte de végétation de l'Afrique UNESCO-AETFAT-UNSO. En : Recherches sur les Ressources Naturelles, vol. 20, UNESCO, Paris, 384 pp.

- c.j. Chapman, f. White. 1970. The Evergreen Forests of Malawi. Commonwealth Forestry Institute, Oxford. 190 pp.

- f. White. 1962. Forest Flora of Northern Rhodesia, Londres. 455 pp.